# Moravabanaat
Het Moravabanaat (Servisch: Моравска бановина/Moravska banovina) was een provincie (banovina) van het Koninkrijk Joegoslavië tussen 1929 en 1941. De provincie omvatte Centraal-Servië en ook een klein deel van Kosovo. De provincie werd vernoemd naar de rivier de Morava. De hoofdstad van het Moravabanaat was Niš.
In 1941, tijdens de Tweede Wereldoorlog, bezetten de asmogendheden het Moravabanaat. Een deel kwam onder controle van nazi-Duitsland en een deel werd bij het door Italië gecontroleerde Albanië gevoegd.